# اتن‌رای
شهرک اتن‌رای (به انگلیسی: Athenry) (به ایرلندی: Baile Átha an Rí) (به معنی گدار پادشاه) با جمعیت ۳۹۵۰ نفر در شهرستان گالوی در کشور جمهوری ایرلند قرار گرفته است.
این شهرک در ۲۵ کیلومتری شهر گالوی جای دارد. از جاهای دیدنی و گردشگری آن یک دژ ساخته شده در دوران سده‌های میانه است. این شهرک بیشتر به لطف سرود کشتزارهای اتن‌رای شناخته شده است. 